# Hymenoscyphus ciborioides
Hymenoscyphus ciborioides är en svampart som först beskrevs av Elias Fries, och fick sitt nu gällande namn av William Phillips 1887. Hymenoscyphus ciborioides ingår i släktet Hymenoscyphus och familjen Helotiaceae.   Inga underarter finns listade i Catalogue of Life.